# Ринек
Ринек (њем. Rieneck) град је у њемачкој савезној држави Баварска. Једно је од 40 општинских средишта округа Мајна-Шпесарт. Према процјени из 2010. у граду је живјело 2.068 становника. Посједује регионалну шифру (AGS) 9677177.

## Географски и демографски подаци
Ринек се налази у савезној држави Баварска у округу Мајна-Шпесарт. Град се налази на надморској висини од 182 метра. Површина општине износи 26,2 km². У самом граду је, према процјени из 2010. године, живјело 2.068 становника. Просјечна густина становништва износи 79 становника/km².

## Међународна сарадња
| Мјесто        | Држава | Врста сарадње | Од    |
| ------------- | ------ | ------------- | ----- |
| Вуксијан-Сучу | Кина   | партнерство   | 1999. |
| Извор         |        |               |       |